# حملة الفلبين (1944–1945)
حملة الفلبين، أو معركة الفلبين، أو تحرير الفلبين، كانت حملةً أمريكيّةً وفليبينيّةً هدفت إلى دحر وطرد قوات الإمبراطورية اليابانية التي كانت تحتلّ الفلبين أثناء الحرب العالمية الثانية. اجتاح الجيش الياباني كامل الفلبين خلال النصف الأول من عام 1942. بدأ عملية تحرير الفلبين بحرب برمائيّة في جزيرة ليتى شرق الفلبين في 20 أكتوبر عام 1944. أحرزت القوات العسكرية للولايات المتحدة والفلبين تقدّمًا في تحرير المناطق والجزر، وأمرت طوكيو القوات اليابانية في الفلبين بالاستسلام في 15 أغسطس عام 1945 بعد إسقاط القنابل الذرية على بر اليابان الرئيسي، والغزو السوفييتي لمانشوريا.

## التخطيط
بحلول منتصف عام 1944، كانت القوات الأمريكية تبعد نحو 300 ميل بحري (560 كيلومترًا) جنوب شرق مينداناو، أكبر جزيرة في جنوب الفلبين وكانت قادرة على قصف المواقع اليابانية هناك باستخدام قاذفات القنابل بعيدة المدى. تقدمت القوات الأميركية تحت قيادة الأدميرال شيستر نيمتز عبر المحيط الهادئ، فاستولت على جزر غيلبرت، وبعض جزر مارشال، وأغلب جزر ماريانا، متجاوزة العديد من الغارات العسكرية اليابانية، دون أي مصدر للإمدادات والعجز العسكري.
كانت الطائرات الحربية الموجودة على حاملات الطائرات تقوم بضربات جوية، وقصفت اليابانيين في الفلبين، وخاصة مطاراتهم العسكرية. اندفعت قوات الجيش الأمريكي والأسترالي تحت قيادة الجنرال الأمريكي دوجلاس ماكارثر القائد الأعلى لمسرح العمليات في جنوب غرب المحيط الهادئ، واجتاحت الجيش الياباني في غينيا الجديدة والجزر الأميراليّة. قبل اجتياح الفلبين، غزا ماكارثر أقصى الشمال في موروتاي في الهند الشرقية الهولندية في الخامس عشر والسادس عشر من سبتمبر 1944. كانت هذه قاعدة ماكارثر الوحيدة التي تقع ضمن نطاق قاذفات القنابل في جنوب الفلبين.
عزل كل من البحرية الأمريكية، وفيلق مشاة البحرية، والجيش بالإضافة إلى القوات الأسترالية والنيوزيلندية بقيادة نيميتز وويليام هالسي، القاعدة اليابانية الكبرى في جنوب المحيط الهادئ في رابول، بريطانيا الجديدة، من خلال الاستيلاء على حلقة من الجزر حول رابول، ثم بناء قواعد جوية عليها لقصف القوات اليابانية وحصارها وجعلها تعاني من العجز العسكري.
مع الانتصارات التي تحققت في حملة ماريانا (في معركة سايبان، وغوام، وتينيان خلال شهري يونيو وتموز 1944)، كانت القوات الأميركية تقترب من اليابان ذاتها. ومن جزر ماريانا، كانت القاذفات الثقيلة من طراز بي-29 التابعة للقوات الجوية الأمريكية قادرةً على قصف الجزر اليابانية الرئيسية من قواعد جوية جيدة الإمداد -تلك التي يمكن الوصول إليها مباشرةً عن طريق سفن والناقلات. كانت حملة القصف السابقة ضد اليابان التي شنتها طائرات بي 29 من نهاية خط إمدادات عسكرية طويل ومتعرج عبر الهند البريطانية وبورما البريطانية وهو الخط الذي أثبت عدم كفاءته بكل أسف. نقلت جميع الطائرات من طراز بي 29 إلى جزر ماريانا خلال خريف عام 1944.